# Gheorghe Manoliu
Gheorghe V. Manoliu (n. 21 mai 1888, Piatra Neamț - d. 28 august 1980, București) a fost un general român, care a luptat în cel de-al Doilea Război Mondial.
A fost decorat pe 17 octombrie 1941 cu Ordinul „Mihai Viteazul” cl. III-a „pentru curajul, abnegația și energia remarcabilă de care a dat dovadă în luptele dela frontieră, apoi Storojineț, Cernăuți și Nordul Basarabiei, asigurând prin fermitatea hotărîrilor luate, manevra Corpului de Munte. La trecerea Nistrului de asemenea a organizat reușita operațiunilor, menținând Capul de pod cu toate atacurile înverșunate ale inamicului”.
În luna iunie 1942 Divizia 4 Mixtă Munte, condusă inteligent de generalul Gheorghe Manoliu, s-a luptat eroic în raionul fortificat de pe crestele de la Wald Kreuze și Keghel (două puternice cazemate care dominau întreaga regiune, de la nord-est de calea ferată, până la mare). Divizia 4 Munte a fost singura mare unitate care a ajutat Corpul 54 Armată german să pătrundă pe Valea Ciornaia și singura care a arborat drapelul tricolor pe monumentul comemorativ al războiului din anii 1854-1856, la Sevastopol.
La data de 20 martie 1943 a fost avansat general de divizie și numit la comanda Corpului 4 Teritorial Iași, retras în judetul Dolj, cu Punctul de Comandă la Balș.
În perioada 23–31 august 1944, Corpul 4 Teritorial Iași a contribuit la alungarea trupelor germane din judetele Dolj, Gorj și Mehedinți. Generalul de divizie Gheorghe Manoliu a fost trecut în rezervă, cu drept de pensie, la data de 27 martie 1945, la vârsta de 58 de ani, din care 38 de ani au a activat în cadrul armatei române. În 1949, generalul Gheorghe Manoliu a fost condamnat in absentia la 45 de ani de pușcărie pentru crime de război. În perioada 1953 - 1954, generalul Gheorghe Manoliu a fost arestat. În 1954, generalul Gheorghe Manoliu a fost eliberat din detenție

## Decorații și medalii
- Crucea de Cavaler a Crucii de Fier - 30 august 1942
- „Apărarea tării” (1913)[necesită citare]
- „Crucea Comemorativă. (1916-1919)”[necesită citare]
- „Semnul Onorific pentru 25 ani de serviciu”[necesită citare]
- medalia „Peleș”[necesită citare]
- ordinul rusesc „Sfântul Stanislas”, clasa a III-a[necesită citare]
- Ordinul „Coroana României” în gradul de Comandor cu însemne militare (9 mai 1941)[4]
- Ordinul Militar „Mihai Viteazul” clasa III-a (17 octombrie 1941)[1]
- ordinul „Steaua României”[necesită citare]
- ordinul „Meritul Cultural”, clasa a II-a[necesită citare]
- ordinul german „Crucea de fier”.[necesită citare]
- Ordinul „23 August” clasa a III-a (10 august 1964) „pentru merite deosebite în opera de construire a socialismului, cu prilejul celei de a XX-a aniversări a eliberării patriei”[5]